# Megalepthyphantes collinus
Megalepthyphantes collinus là một loài nhện trong họ Linyphiidae.
Loài này thuộc chi Megalepthyphantes. Megalepthyphantes collinus được Ludwig Carl Christian Koch miêu tả năm 1872.